# Малі Каркали
Малі Каркали́ (рос. Малые Каркалы, башк. Кесе Кәркәле) — село у складі Міякинського району Башкортостану, Росія. Входить до складу Великокаркалинської сільської ради.
Населення — 196 осіб (2010; 268 в 2002).
Національний склад:
- татари — 58%
- башкири — 41%